# 14. sydlige breddekreds
Den 14. sydlige breddekreds (eller 14 grader sydlig bredde) er en breddekreds, der ligger 14 grader syd for ækvator. Den løber gennem Atlanterhavet, Afrika, det Indiske Ocean, Australasien, Stillehavet og Sydamerika.